# Copa Fraternidad 1977
La Copa Fraternidad 1977 fue la séptima edición de la Copa Fraternidad Centroamericana, torneo de fútbol a nivel de clubes de Centroamérica avalado por la Concacaf y que contó con la participación de 7 equipos de la región.
El CSD Municipal de Guatemala fue el ganador del torneo tras ser el equipo que hizo más puntos durante el torneo, mientras que el Aurora FC de Guatemala, campeón de la edición anterior, ocupó el quinto lugar.

## Equipos participantes
En cursiva los equipos debutantes en el torneo.
| País                                | Equipo                          | Vía de clasificación                                                                                     |
| ----------------------------------- | ------------------------------- | --- |
| Guatemala 2 cupos + Campeón vigente | Aurora Municipal Comunicaciones | Campeón de la Copa Fraternidad 1976 Campeón de la Liga Nacional 1976 Subcampeón de la Liga Nacional 1976 |
| El Salvador 2 cupos                 | Águila Once Municipal           | Campeón de la Primera División 1976 Subcampeón de la Primera División 1976                               |
| Costa Rica 2 cupos                  | Saprissa Deportivo México       | Campeón de la Primera División 1976 Subcampeón de la Primera División 1976                               |

## Partidos
| Equipo 1         | Resultado | Equipo 2         |
| ---------------- | --------- | ---------------- |
| Municipal        | 1-0       | Aurora           |
| Saprissa         | 1-1       | Comunicaciones   |
| Aurora           | 1-0       | Deportivo México |
| Deportivo México | 1-1       | Municipal        |
| Saprissa         | 2-0       | Aurora           |
| Comunicaciones   | 1-1       | Deportivo México |
| Deportivo México | 2-1       | Saprissa         |
| Municipal        | 1-0       | Saprissa         |
| Deportivo México | 2-1       | Once Municipal   |
| Comunicaciones   | 1-1       | Aurora           |
| Saprissa         | 0-1       | Once Municipal   |
| Municipal        | 2-2       | Comunicaciones   |
| Municipal        | 1-0       | Once Municipal   |
| Deportivo México | 1-0       | Águila           |
| Once Municipal   | 2-3       | Aurora           |
| Saprissa         | 0-0       | Águila           |
| Comunicaciones   | 3-1       | Águila           |
| Aurora           | 1-0       | Águila           |
| Águila           | 1-0       | Once Municipal   |
| Comunicaciones   | 4-0       | Once Municipal   |
| Municipal        | 2-1       | Águila           |
| Once Municipal   | 1-3       | Deportivo México |
| Aurora           | 0-2       | Comunicaciones   |
| Once Municipal   | 3-6       | Águila           |
| Comunicaciones   | 1-2       | Municipal        |
| Aurora           | 0-0       | Saprissa         |
| Once Municipal   | 1-3       | Municipal        |
| Águila           | 2-1       | Aurora           |
| Deportivo México | 1-4       | Saprissa         |
| Municipal        | 1-0       | Deportivo México |
| Comunicaciones   | 1-1       | Saprissa         |
| Águila           | 2-1       | Deportivo México |
| Deportivo México | 2-2       | Comunicaciones   |
| Aurora           | 1-1       | Municipal        |
| Águila           | 3-0       | Saprissa         |
| Once Municipal   | 2-2       | Saprissa         |
| Saprissa         | 1-1       | Municipal        |
| Aurora           | 3-1       | Once Municipal   |
| Águila           | 2-2       | Comunicaciones   |
| Once Municipal   | 2-2       | Comunicaciones   |
| Deportivo México | 1-0       | Aurora           |
| Águila           | 2-1       | Municipal        |

### Clasificación
| Club             | PTS | PJ | PG | PE | PP | GF | GC | +/- |
| ---------------- | --- | -- | -- | -- | -- | -- | -- | --- |
| Municipal        | 18  | 12 | 7  | 4  | 1  | 17 | 10 | +7  |
| Comunicaciones   | 14  | 12 | 3  | 8  | 1  | 22 | 15 | +7  |
| Águila           | 14  | 12 | 6  | 2  | 4  | 20 | 15 | +5  |
| Deportivo México | 13  | 12 | 5  | 3  | 4  | 15 | 15 | 0   |
| Aurora           | 11  | 12 | 4  | 3  | 5  | 11 | 13 | -2  |
| Saprissa         | 10  | 12 | 2  | 6  | 4  | 12 | 13 | -1  |
| Once Municipal   | 4   | 12 | 1  | 2  | 9  | 14 | 30 | -16 |

## Campeón
C.S.D. Municipal

Campeón
2º título